# 야구 필드

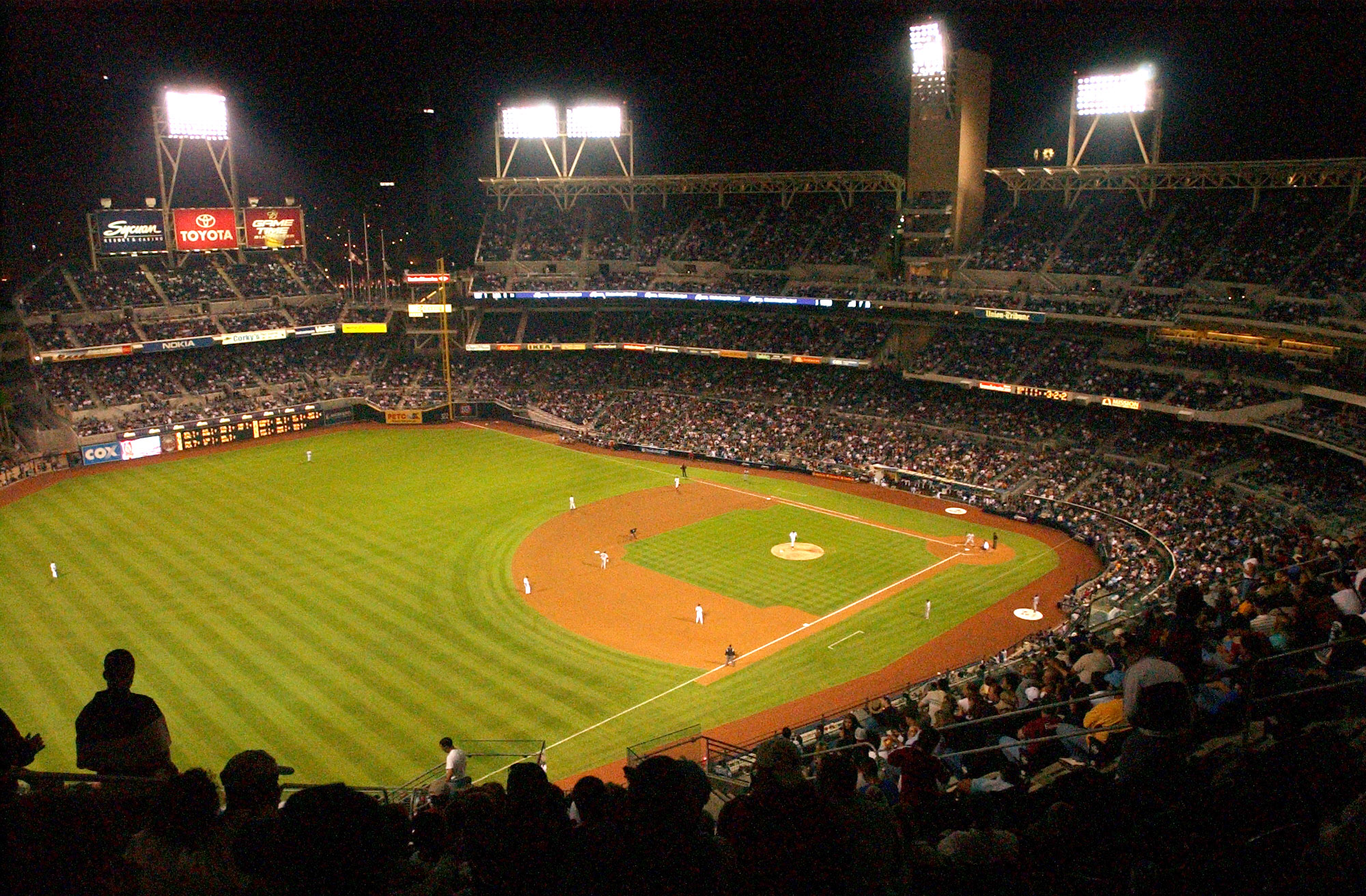
펫코 파크의 필드 모습

야구 필드 또는 그라운드는 야구장에서 경기가 직접 진행되는 곳이다.

## 내야

### 1루
1루는 내야의 첫 번째 베이스이다. 이곳에는 1루수가 지키고 있다. 대개 1루에는 코치가 나가 안타를 치거나 사사구를 얻어 나온 주자의 보호대를 챙겨주거나 작전을 지시한다. 안타를 치거나 볼넷이 되거나 공이 타자가 공에 맞으면 1루로 갈 수 있다. 그 다음에는 2루, 3루가 있다.

### 2루
2루는 내야를 이루는 두 번째 루이다. 이 곳의 심판은 타자의 특성에 따라 판정위치를 바꾸곤 한다. 또한 도루가 제일 많이 시도되는 루인데, 이는 홈베이스와 2루간의 거리가 3루에 비해 더 멀기 때문에 포수가 도루를 저지하기 힘들기 때문이다.

### 3루
3루는 내야의 세 번째 루를 의미한다. 3루에는 주루코치가 나가 수비팀의 수비상황을 보고 주자에게 도루나 진루를 지시하며, 타자에게 작전을 지시한다.

### 본루
본루(本壘), 홈플레이트(home plate), 홈베이스(home base)는 오각형으로 되어 있으며, 이웃하고 있는 2각은 직각이다. 한 변의 길이가 43.2(17 인치)인 정사각형에서, 한 변에서는 30.5cm(12inch)가 맞도록 조절하게 되어 있다. 1루와 3루의 교차 지점에 자리를 잡는다. 표면이 지면과 수평이 되도록 잡아야 한다.

### 타자석과 포수석
타자석(打者席) 또는 간단히 타석(打席)은 홈플레이트 좌우에 있는, 타자가 타격을 완전히 종료할 때까지 위치하여야 하는 구역이다. 규칙을 어겨 타자석 바깥에서 타자의 타격이 이뤄질 경우에는 반칙타구로 처리되어, 해당 타격을 한 타자는 아웃으로 물러나게 되지만 야구에서 이 규칙은 유난히 자주 묵인되는 경우를 볼 수 있을 정도로 심판들도 유한 판정을 내리는 편이다. 포수석(捕手席)은 홈플레이트 뒤에 포수가 위치하는 공간이다.

### 마운드

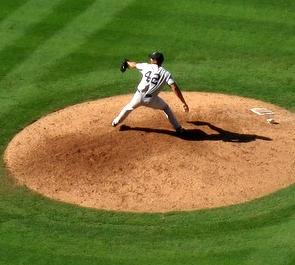
마운드에서 투구하는 마리아노 리베라

마운드(Mound)는 야구에서 투수가 투구하는 지역이다. 내야 중앙에 위치하고 있으며 야구장 필드 내 다른 지역보다 높이가 더 높다.
마운드에서 홈플레이트까지의 거리는 18.44m며, 마운드의 높이는 최소 25.4cm 이상, 최대 38.1cm 이하여야 한다. 마운드에는 투구판이 위치하고 있고, 투수는 투구판을 밟은 채로 공을 던져야 한다.

## 담장

### 파울폴
파울폴(Foul poles)은 홈플레이트로부터 시작되어 각각 1루와 3루를 지나 양 끝 펜스에서 끝나는 파울 라인이 펜스까지 연장되어 세워진 높은 기둥이다. 홈런성 타구의 페어·파울 여부를 분간하기 위한 것으로, 파울폴에 바로 맞은 타구는 홈런으로 인정된다. 파울폴의 색에 대한 강제적 규정은 딱히 없으며, 편의상 많은 야구장에서 황색의 파울폴을 사용한다.